# Lehri (Marokko)
Lehri arabisch لهري (auch El Hri) ist eine Gemeinde in der Provinz Khénifra der Verwaltungsregion Meknès-Tafilalet in Marokko. Bei der Volkszählung 2004 lag die Bevölkerung bei 9424, verteilt auf 1641 Haushalte.
Lehri war 1914 Schauplatz einer Schlacht zwischen französischen Eindringlingen und Zaian-Kriegern.